# Rafinha Alcântara
Rafael Alcântara do Nascimento, becenevén Rafinha (São Paulo, 1993. február 12. –) brazil válogatott labdarúgó.

## Pályafutása

### Klubcsapatokban

#### Barcelona
Rafinha São Paulo városában, Brazíliában született és brazil-spanyol kettős állampolgár. 13 évesen került az FC Barcelona akadémiájára. 2011. január 8-án debütált a második csapatban a Girona ellen, az 55. percben váltotta az akkor még ott játszó Jonathan dos Santost. A hazai meccsen végül kikapott a Barcelona B 2–1-re a Liga Adelante 19. fordulójában.
A nagy csapatban először 2011. november 9-én, a spanyol kupában lépett pályára a CE L’Hospitalet ellen, akkor Cesc Fàbregast váltotta a 75. percben. A meccs 1–0-s Barcelona-győzelemmel ért véget.
2013. június 27-én hosszabbították meg a 2014-ben lejáró szerződését 2016-ig. Néhány héttel később kölcsönbe a Celta Vigóhoz került. Ennek a klubnak a színeiben mutatkozott be a La Ligában augusztus 19-én egy Espanyol elleni 2–2-es találkozón. 12 nap elteltével megszerezte első gólját, de a Celta így is csak 1–1-es döntetlent ért el a Granada ellen.
2013. november 23-án is eredményes tudott lenni a Real Sociedad ellen, de Carlos Vela mesternégyesének köszönhetően maradtak alul 4–3 arányban. Megválasztották a liga legjobb játékosának, megelőzte Jesét és Saúl Ñíguezt.
2014. augusztus 24-én játszotta első spanyol bajnokiját a Barcelona mezében és csereként állt be az Elche elleni 3–0-s győzelemben. November 25-én gólpasszt adott Lionel Messinek a ciprusi APÓEL elleni Bajnokok Ligája csoportkörében, majd a 70. percben piros lapot kapott.
2014. december 3-án volt először eredményes a katalánoknál, akiket így segített a Huesca elleni 4–0-s sikerhez a spanyol kupában a legjobb 32 között. Február 1-jén talált be először bajnokin a csapatban, de így is 3–2-es vereséget könyvelhettek el a Villarreal ellen. A Bajnokok Ligája fináléjában a Barcelona 1–3 arányban legyőzte az olasz Juventust, de ott nem lépett pályára.
2015. augusztus 11-én az UEFA-szuperkupában Neymar távolléte miatt a támadórészleg baloldalán kapott helyet Suarez és Messi mellett. A 44. percben gólt lőtt, összességében pedig 5–4-re arattak győzelmet a Sevilla ellenfeleként. Szeptember 16-án a BL-csoportjában az AS Roma ellen jobb elülső keresztszalag szakadást szenvedett, miután Radja Nainggolan becsúszott alá. Hordágyon vitték le a játéktérről, majd megműtötték és körülbelül hat hónapot hagyott ki. A meccs végén 1–1-es eredménnyel zárult.
A 2016–17-es kiírásban csak 18 alkalommal játszott és hatszor volt eredményes. 2017 áprilisában egy Granada elleni összecsapás után újabb műtéten esett, amely miatt a szezon végéig nem volt bevethető.
2018. január 22-én az olasz Internazionale bejelentette, hogy a 2017–18-as évad végéig, vagyis félévre kölcsönvették Rafinhát. Hat nappal később mutatkozott be a Serie A-ban egy 1–1-es SPAL elleni mérkőzés utolsó perceiben. Május 6-án szerezte első gólját Olaszországban, amellyel hozzájárult az Udinese felett aratott 4–0-s sikerhez.
2018. november 24-én az Atlético Madrid ellen csereként állt be, hogy pótolja a sérült szerző Sergi Robertót, de a játék folyamán ő is megsérült. Az 1–1-es rangadót ugyan végigjátszotta, de később az orvosi csapat keresztszalag-szakadást állapított meg a bal térdében és több hónapra kiesett a keretből. 2019. szeptember 2-án nem sokkal szerződésének 2021-es meghosszabbítása után egy egész szezonos kölcsönt jelentettek be, amelynek értelmében Rafinha a Celta Vigóhoz került.

#### Paris Saint-Germain
2020. október 5-én 3 évre megállapodott a francia Paris Saint-Germainnel. 11 nappal később pedig megejtette debütálást a Ligue 1-ben a Nîmes ellen, ahol rögtön gólpasszt adott Kylian Mbappénak a 4–0-s győzelemben.
2021. december 27-én kölcsönben visszatért Spanyolországba, a Real Sociedad csapatához az idény hátralévő részére. Egyetlen gólját február 13-án szerezte, ezzel eldöntve a Granada elleni 2–0-s győztes, hazai meccset.

#### el-Arabí
2022. szeptember 3-án kétéves szerződéssel csatlakozott a katari el-Arabíhoz. Három nap múlva mutatkozott be az arab csapat szerelésében a 72. percben csereként az esz-Szaílija ellen, 5–1-es diadallal idegenben.

### A válogatottban
Rafinha először Spanyolország utánpótlás-válogatottjaiban szerepelt, 14 meccsen játszott 3 különböző korosztályban, amiken összesen 3 gólt lőtt. 2012-től azonban már brazil válogatottként láthattuk. Ott volt a 2013-as dél-amerikai U20-as tornán, amit Argentínában rendeztek.
Tartalékként bekerült a brazil felnőtt nemzeti csapat 2015-ös Copa Américára utazó keretébe. 2015 szeptemberében Dunga szövetségi kapitány meghívta a Costa Rica és az Egyesült Államok elleni barátságos meccsekre. Szeptember 5-én a 81. percben a New Jerseyben lejátszott mérkőzésen Luiz Gustavót váltotta. Három nap múlva szintén az Egyesült Államok ellen megszerezte első nemzeti gólját, továbbá Neymárnak gólpasszt adott.

## Statisztikái

### Klubcsapatokban
2022. május 22-én frissítve.
| Klub                        | Szezon           | Liga               | Liga  | Liga | Kupa  | Kupa | Európa | Európa | Egyéb | Egyéb | Összes | Összes |
| Klub                        | Szezon           | Bajnokság          | Mérk. | Gól  | Mérk. | Gól  | Mérk.  | Gól    | Mérk. | Gól   | Mérk.  | Gól    |
| --------------------------- | ---------------- | ------------------ | ----- | ---- | ----- | ---- | ------ | ------ | ----- | ----- | ------ | ------ |
| Barcelona B                 | 2010–11          | Segunda División   | 9     | 1    | —     | —    | —      | —      | —     | —     | 9      | 1      |
| Barcelona B                 | 2011–12          | Segunda División   | 39    | 8    | —     | —    | —      | —      | —     | —     | 39     | 8      |
| Barcelona B                 | 2012–13          | Segunda División   | 36    | 11   | —     | —    | —      | —      | —     | —     | 36     | 11     |
| Barcelona B                 | Összesen         | Összesen           | 84    | 20   | —     | —    | —      | —      | —     | —     | 84     | 20     |
| Barcelona                   | 2011–12          | La Liga            | 0     | 0    | 1     | 0    | 1      | 0      | 0     | 0     | 2      | 0      |
| Barcelona                   | 2012–13          | La Liga            | 0     | 0    | 0     | 0    | 1      | 0      | 0     | 0     | 1      | 0      |
| Barcelona                   | 2014–15          | La Liga            | 24    | 1    | 6     | 1    | 6      | 0      | —     | —     | 36     | 2      |
| Barcelona                   | 2015–16          | La Liga            | 6     | 1    | 1     | 0    | 2      | 0      | 2     | 1     | 11     | 2      |
| Barcelona                   | 2016–17          | La Liga            | 18    | 6    | 4     | 1    | 6      | 0      | 0     | 0     | 28     | 7      |
| Barcelona                   | 2017–18          | La Liga            | 0     | 0    | 1     | 0    | 0      | 0      | 0     | 0     | 1      | 0      |
| Barcelona                   | 2018–19          | La Liga            | 5     | 0    | 0     | 0    | 2      | 1      | 1     | 0     | 8      | 1      |
| Barcelona                   | 2019–20          | La Liga            | 3     | 0    | 0     | 0    | 0      | 0      | 0     | 0     | 3      | 0      |
| Barcelona                   | Összesen         | Összesen           | 56    | 8    | 13    | 2    | 18     | 1      | 3     | 1     | 90     | 12     |
| Celta Vigo (kölcsönben)     | 2013–14          | La Liga            | 32    | 4    | 1     | 0    | —      | —      | —     | —     | 33     | 4      |
| Celta Vigo (kölcsönben)     | Összesen         | Összesen           | 32    | 4    | 1     | 0    | —      | —      | —     | —     | 33     | 4      |
| Internazionale (kölcsönben) | 2017–18          | Serie A            | 17    | 2    | 0     | 0    | —      | —      | —     | —     | 17     | 2      |
| Internazionale (kölcsönben) | Összesen         | Összesen           | 17    | 2    | 0     | 0    | —      | —      | —     | —     | 17     | 2      |
| Celta Vigo (kölcsönben)     | 2019–20          | La Liga            | 29    | 4    | 1     | 0    | —      | —      | —     | —     | 30     | 4      |
| Celta Vigo (kölcsönben)     | Összesen         | Összesen           | 29    | 4    | 1     | 0    | —      | —      | —     | —     | 30     | 4      |
| Paris Saint-Germain         | 2020–21          | Ligue 1            | 23    | 0    | 3     | 0    | 8      | 0      | 0     | 0     | 34     | 0      |
| Paris Saint-Germain         | 2021–22          | Ligue 1            | 5     | 0    | 0     | 0    | 0      | 0      | 0     | 0     | 5      | 0      |
| Paris Saint-Germain         | Összesen         | Összesen           | 28    | 0    | 3     | 0    | 8      | 0      | 0     | 0     | 39     | 0      |
| Real Sociedad (kölcsönben)  | 2021–22          | La Liga            | 17    | 1    | 2     | 0    | 2      | 0      | —     | —     | 21     | 1      |
| Real Sociedad (kölcsönben)  | Összesen         | Összesen           | 17    | 1    | 2     | 0    | 2      | 0      | —     | —     | 21     | 1      |
| el-Arabí                    | 2022–23          | Qatar Stars League | 0     | 0    | 0     | 0    | —      | —      | —     | —     | 0      | 0      |
| el-Arabí                    | Összesen         | Összesen           | 0     | 0    | 0     | 0    | —      | —      | —     | —     | 0      | 0      |
| Karrier összesen            | Karrier összesen | Karrier összesen   | 263   | 39   | 20    | 2    | 28     | 1      | 3     | 1     | 314    | 43     |

### A válogatottban
| Nemzet            | Év       | Mérkőzés | Gól |
| ----------------- | -------- | -------- | --- |
| Brazília          | 2015     | 2        | 1   |
| Összesen          | Összesen | 2        | 1   |
| Brazília Olimpiai | 2016     | 5        | 0   |
| Összesen          | Összesen | 5        | 0   |

## Sikerei, díjai

### Klubcsapatokban
Barcelona
- Spanyol bajnok:[47] 2014–2015, 2015–2016, 2018–2019
- Spanyol kupa: 2011–12, 2014–15, 2015–16, 2016–17, 2017–18
- Spanyol szuperkupa: 2016, 2018
- Bajnokok ligája: 2014–15[18]
- UEFA-szuperkupa: 2015[19]

Paris-Saint Germain
- Francia bajnok: 2021–22[48]
- Francia kupa: 2020–21[49]

el-Arabí
- Katari kupa: 2023

### A válogatottban
Brazília U20
- Toulon Tournament: 2013[50]

Brazília Olimpiai
- Olimpiai bajnok: 2016[51]

### Egyéni
- La Liga – A legjobb csatár: 2013–14[12]
- La Liga – A hónap játékosa: 2014 február[52]

## Magánélete
Rafinha édesapja, Mazinho is futballozott középpályásként, 1994-ben Brazíliával megnyerte a világbajnokságot. Édesanyja, Valéria, röplabda-játékos volt, míg bátyja, Thiago, aki szintén középpályás és 2020 óta az angol Liverpool játékosa, ezenkívül már többszörös spanyol válogatott.
Unokatestvére, Rodrigo, aki 2009-től 2010-ig a Real Madrid Castillában futballozott csatárként, jelenleg pedig az angol Leeds United alkalmazásában áll.